# Project Genetrix

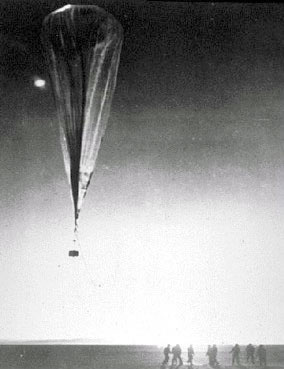

Project Genetrix eller WS-119L var ett United States Air Force program under Kalla kriget som syftade till att, med hjälp av höghöjdsballonger som flög på en höjd mellan 15 och 30 kilometers höjd, spionera på Kina, Sovjetunionen och länder i Östeuropa. 
Ballonger och utrustning provades ut under 1955 vid Lowry Air Force Base. Den 27 december 1955 godkände den dåvarande amerikanske presidenten, Dwight D. Eisenhower att man gick vidare med projektet.
Mellan 10 januari och 6 februari 1956, släppte man upp totalt 516 ballonger från fem olika platser (Gardermoen i Norge, Evanton i Skottland, Oberpfaffenhofen och Giebelstadt i Västtyskland och Incirlik i Turkiet.)
Flera länder protesterade mot överflygningarna och flera ballonger sköts ner.
Endast 54 av ballongerna återfanns och av dessa lyckades man endast framställa fotografier från 31 av ballongerna.